# Zonas de exclusión aérea en Irak
Las zonas de exclusión aérea en Irak fueron un conjunto de dos zonas de exclusión aérea separadas que fueron establecidas en Irak por Estados Unidos, el Reino Unido y Francia tras la guerra del Golfo de 1991 para proteger las operaciones humanitarias a la población kurda en el norte y a los musulmanes chiitas en el sur. Las aeronaves iraquíes tenían prohibido volar dentro de las zonas de exclusión. La vigilancia fue realizada por patrullas de aeronaves estadounidenses, británicas y francesas hasta la retirada de Francia en 1998.
Aunque las potencias que las aplicaban operaciones citaron la Resolución 688 del Consejo de Seguridad de la ONU como autorización de las mismas, la resolución no contiene una autorización explícita. El secretario general de la ONU en el momento en que la resolución fue aprobada, Boutros Boutros-Ghali, calificó las zonas de exclusión aérea de ‘ilegales’ en una entrevista posterior con John Pilger.

## Operaciones específicas
- Operación Proporcionar Confort
- Operación Zorro del Desierto
- Operación Foco del Sur
- Operación Vigilancia del Norte
- Operación Vigilancia del Sur